# Sidi Amar (Annaba)
Sidi Amar (în arabă سيدي عمار) este o comună din provincia Annaba, Algeria.
Populația comunei este de 83.254 de locuitori (2008).